# Marion Ramsey
Marion Ramsey, född 10 maj 1947 i Philadelphia, död 7 januari 2021 i Los Angeles, var en amerikansk skådespelare. Hon är mest känd i rollen som polisaspiranten Laverne Hooks med den pipiga rösten i Polisskolan-filmerna.